# Ubiratan Esporte Clube
Ubiratan Esporte Clube é um clube brasileiro de futebol, sediado na cidade de Dourados, no estado de Mato Grosso do Sul. Foi fundado em 5 de fevereiro de 1947. Seu uniforme é composto de camisa preta com detalhes amarelos, calção preto e meias pretas, o clube atualmente se encontra licenciado de suas atividades futebolísticas, atuando apenas nas categorias de base.
Manda seus jogos no Estádio Fredis Saldivar, em Dourados, com capacidade para 30 mil pessoas.
Foi campeão estadual nos anos de 1990, 1998 e 1999, quando o Leão da fronteira era presidido pelo deputado e empresário Roberto Razuk. Nos anos de 1988 e 2000 foi vice-campeão. Já disputou alguns campeonatos a nível nacional: Campeonato Brasileiro Série B,Campeonato Brasileiro Série C, Copa do Brasil e Copa Centro-Oeste.
Depois de permanecer afastado do futebol profissional, o clube retorna para a disputa da Segunda Divisão estadual em 2013. E foi Campeão Estadual da Série B de 2013.

## Informações sobre os títulos

### Campeão Sul-Matogrossense 1990
Em 1990 o Ubiratan conquistou pela 1ª vez o título de Campeão Sul-Matogrossense.
Pela 1ª vez duas equipes do interior do MS disputaram a final do Campeonato Estadual.
O adversário do Ubiratan na final foi a S. E. Naviraiense, time de melhor campanha na 1ª fase, e que eliminou na semi-final o Operário de Campo Grande.
O Ubiratan enfrentou na semi-final o Giannini de Costa Rica, e no 1º jogo em Dourados venceu por 1x0 com um gol de Cocan. No 2º jogo, em Costa Rica o resultado foi de 0x0, que classificou o Ubiratan para disputar a final contra o Naviraiense.
A decisão foi disputada em dois jogos, sendo o 1º em Dourados, onde o Ubiratan venceu por 1x0 com um gol de Tadeu, o que levou a equipe ter o direito de jogar por um empate no jogo seguinte na cidade de Naviraí.
No jogo decisivo, em Naviraí, o Ubiratan jogou com muita garra e mesmo tendo um jogador expulso, conseguiu garantir o resultado de 0x0, que lhe deu o título de Campeão Sul-Matogrossense de 1990.

### Campeonato Sul-Matogrossense 1998
O campeonato sul-matogrossense de 1998 foi um dos mais longos da história. Foi também o que teve o maior número de equipes participantes: 21 times.
Ao longo do campeonato inteiro o Ubiratan foi o time que obteve a melhor campanha. O Ubiratan começou mal o campeonato, perdendo em casa de 1 x 0 para o SENA de Nova Andradina. Mas depois o time se reabilitou e conseguiu alcançar um padrão de jogo bem definido, que o levou a obter bons resultados, e o time assegurou a segunda colocação na primeira fase no grupo da região de Dourados. A partir daí o Ubiratan mostrou a sua superioridade e na segunda fase conseguiu a primeira colocação no seu grupo, fato este se repetindo no Hexagonal Final.
Na Semi-Final, o adversário de Ubiratan foi o Ivinhema Esporte Clube, e o Leão jogava por dois resultados iguais. O primeiro jogo em Ivinhema, foi dramático. O Ubiratan, após estar perdendo por 3 x 1, proporcionou uma espetacular reação e conseguiu sair de campo com um empate heróico de 3 x 3. No jogo de volta, em Dourados, o Ubiratan venceu por 1 x 0, que o levou à final do campeonato.
A outra vaga para a final foi decidida entre a Sociedade Esportiva e Recreativa Chapadão do Sul e o Operário Atlético Clube, de Dourados. O Operário venceu a primeira partida em Dourados por 4 x 2, mas no jogo de volta, em Chapadão do Sul, a equipe local goleou por 5 x 0, assegurando assim a vaga para a final.
Final - O Ubiratan por ter tido a melhor campanha, jogava por dois resultados iguais e faria o último jogo em Dourados. O primeiro jogo, em Chapadão do Sul, foi bastante tumultuado e o Chapadão conseguiu a vitória de 1 x 0, com um gol marcado no segundo tempo. As atenções se voltariam à partida decisiva em Dourados.
Partida Decisiva - Os mais de 7 mil torcedores que estiveram no Douradão, na tarde de domingo, assistiram uma grande partida de futebol. Ubiratan e Chapadão fizeram um jogo digno de uma final de campeonato. Depois de perder por 1 a 0, na quarta-feira, em Chapadão do Sul, o bicampeonato do "Leão da Fronteira" dependia de uma vitória no estádio Frédis Saldivar.
Favorecido pelo empate, o Chapadão veio para Dourados decidido em não arriscar nada. Fechada e bem plantada na defesa, a equipe da região do "Bolsão" dependeu todo o primeiro tempo da partida dos contra-ataques para chegar ao gol defendido por Júlio César.
O Ubiratan, ao contrário, dependendo da vitória e com o apoio da torcida, jogou 30 minutos de um futebol de alta categoria, com toque de bola refinado. Nessa primeira meia hora de jogo, o "Leão" perdeu pelo menos cinco reais oportunidades de gol. Faltava tranqüilidade na finalização dos jogadores de ataque, que mesmo assim, obrigou o goleiro Samir, do Chapadão, a grandes defesas.
Na realidade, nos 10 minutos finais do primeiro tempo, o Ubiratan passou um sufoco no Douradão. Todas as jogadas de ataque do Chapadão eram construídas para a finalização do centro-avante Batuíra, que ganhou todas as jogadas aéreas da defesa do Ubiratan. Aos 42 minutos, o árbitro Getúlio Barbosa anulou um gol anotado por Cláudio de cabeça, depois de um cruzamento da esquerda. Getúlio viu alguma irregularidade e apitou antes do cruzamento que originou o gol. A defesa do Ubiratan ficou parada no lance. O Chapadão reclamou bastante da anulação do gol.
O panorama do início do segundo tempo foi idêntico ao da primeira etapa: o "Leão" no ataque e o Chapadão, na defesa, fechado, de olho no empate. Quando o jogo ficava dramático, com a torcida já impaciente e os jogadores com sintomas de nervosismo, surgiu a figura do artilheiro, do matador, para definir a partida e o título sul-mato-grossense.
Aos 11 minutos uma falta perigosa na entrada da grande área do Chapadão. Fialho cobra com perfeição, no ângulo do bom goleiro Samir: Ubiratan 1 x 0 Chapadão, para delírio da torcida douradense. Com o gol Fialho empatava com Batuíra, na artilharia do campeonato com dezoito gols.
Mas, o bicampeonato estadual do Ubiratan foi comemorado de fato, aos 14 minutos, num contra-ataque rápido, Fialho é derrubado na grande área: pênalti, que ele mesmo converteu: Ubiratan 2 x 0 Chapadão. Fialho, enfim, o artilheiro isolado do campeonato estadual.
Esses dois gols "mataram" o Chapadão, que não teve forças para sequer esboçar alguma reação. O gol de misericórdia, que sacramentou o título estadual para o futebol de Dourados, aconteceu aos 33 minutos. Marco Antônio, chutou de bico, da entrada da grande área, e Samir deixou passar por debaixo das pernas, levando um frangaço. Ubiratan 3 x 0 Chapadão.
No final da partida, aos 47 minutos Vagner, do Chapadão, e Roberto Nunes, do Ubiratan, foram expulsos pelo árbitro Getulio Barbosa, que foi auxiliado por Luiz Nunes D’Ávila e Alécio Aparecido Lezo.

### Tri-campeão estadual em 1999 (invicto)
Em 1999 o Ubiratan, comandado pelo técnico Nei Cesar, repetiu o bom futebol apresentado no ano anterior e conquistou o bi-campeonato sul-matogrossense, de forma invicta.
Na primeira fase o Ubiratan ficou em 2º lugar no grupo B, atrás do Operário de Dourados.
Nas quartas de final o adversário do leão foi o Paranaibense, e o Ubiratan venceu os dois jogos, em Campo Grande e em Dourados, ambos pelo placar de 3 a 1.
Na semi-final o Ubiratan enfrentou o União e também venceu os dois jogos. O primeiro em Dourados por 2 a 0, e o segundo, em Campo Grande por 3 a 0. O Ubiratan estava na final.
O adversário seria o Comercial de Campo Grande que eliminou nas quartas de final o Corinthians de Bataguassu, e na semi-final, o Operário de Dourados.
A final seria disputada numa melhor de 3 partidas. Na primeira, em Campo Grande o Ubiratan venceu por 1 a 0, com um gol de Paulo César. No segundo jogo, em Dourados, o campeão já poderia ser conhecido caso o Ubiratan vencesse, mas o jogo terminou empatado em 0 a 0. As emoções ficariam guardadas para o 3º e último jogo da decisão.
A decisão
Mesmo com a vantagem do empate e o retrospecto amplamente favorável, o técnico do Ubiratan Nei César armou seu time no ataque, para vencer. Para isso, escalou desde o início os três principais goleadores da competição: Alexandre das Arábias, 12 gols, Andrade, 8, e Paulo César, sete gols.
O Comercial entrou em campo determinado em não levar nenhum gol e usou a experiência de seus jogadores para catimbar o jogo, numa tentativa de desmontar o esquema tático de Nei César, deixando nervosos os jogadores adversários. Foi um festival de "cai-cai", reclamações e troca de insultos. O árbitro Getúlio Barbosa teve bastante trabalho para segurar os ânimos dos atletas.
Logo no início, os comercialinos armaram uma confusão e a partida ficou paralisada por mais de quatro minutos, tudo porque Chaveirinho se jogou ao chão, simulando uma agressão inexistente.
Quando tudo parecia calmo, Oscavo deu um soco no rosto de Andrade, aos 15 minutos, e foi expulso: novo tumulto e nova paralisação. Nervoso e com um jogador a menos, o time do Ubiratan não conseguiu tirar proveito dessa situação e pouco produziu de ataque no primeiro tempo.
O Comercial, na dele, retrancado e jogando nos contra-ataques assustou a torcida ubiratanense, quando, aos 24 minutos, numa cobrança de falta Dubinha chutou forte; a bola desviou na barreira e sobrou para Chaveirinho, que encontrou, sozinho, na área o atacante Benê, que só tem o trabalho de marcar o primeiro gol da final.
No segundo tempo, empurrado pela grande torcida douradense que compareceu no Douradão, o Ubiratan pressionou e chegou ao gol de empate, que seria o do título, aos 34 minutos. Depois de um bate-rebate, o zagueiro central Élcio, de meia bicicleta, empatou o jogo, levando a torcida ao delírio.
Depois do gol de Elcio o Comercial cresceu na partida e numa cabeçada, Benê acertou o travessão de Leís. O Ubiratan teve também duas grandes oportunidades do segundo gol, mas Aranha salvou.
Quando o árbitro terminou a partida a festa foi geral em Dourados. O Ubiratan conquistava o seu 3º título, invicto.

## Títulos
| ESTADUAIS | ESTADUAIS                               | ESTADUAIS | ESTADUAIS         |
|           | Competição                              | Títulos   | Temporadas        |
| --------- | --------------------------------------- | --------- | ----------------- |
|           | Campeonato Sul-Mato-Grossense           | 3         | 1990, 1998 e 1999 |
|           | Campeonato Sul-Mato-Grossense - Série B | 1         | 2013              |

 Campeão invicto

## Estatísticas

### Participações
|  | Participações em 2020 |

| Competição         | Competição                    | Temporadas | Melhor campanha             | Anos                                             | P | R |
| Mato Grosso do Sul | Campeonato Sul-Mato-Grossense | 14         | Campeão (1990, 1998 e 1999) | 1985-1990, 1995-1996, 1998-2000, 2002, 2014-2015 |   | 2 |
| Mato Grosso do Sul | Série B                       | 1          | Campeão (2013)              | 2013                                             | 1 |   |
| Mato Grosso        | Campeonato Mato-Grossense     | 3          | Sem dados                   | 1974-1976                                        |   | – |
| Brasil             | Série B                       | 3          | 28º colocado (1986)         | 1986, 1989, 1991                                 | – | – |
| Brasil             | Série C                       | 3          | 21º colocado (1988)         | 1988, 1990, 1998                                 | – | – |
| Brasil             | Copa do Brasil                | 3          | 1ª fase (1991, 1999 e 2000) | 1991, 1999-2000                                  |   |   |